# Phonogram

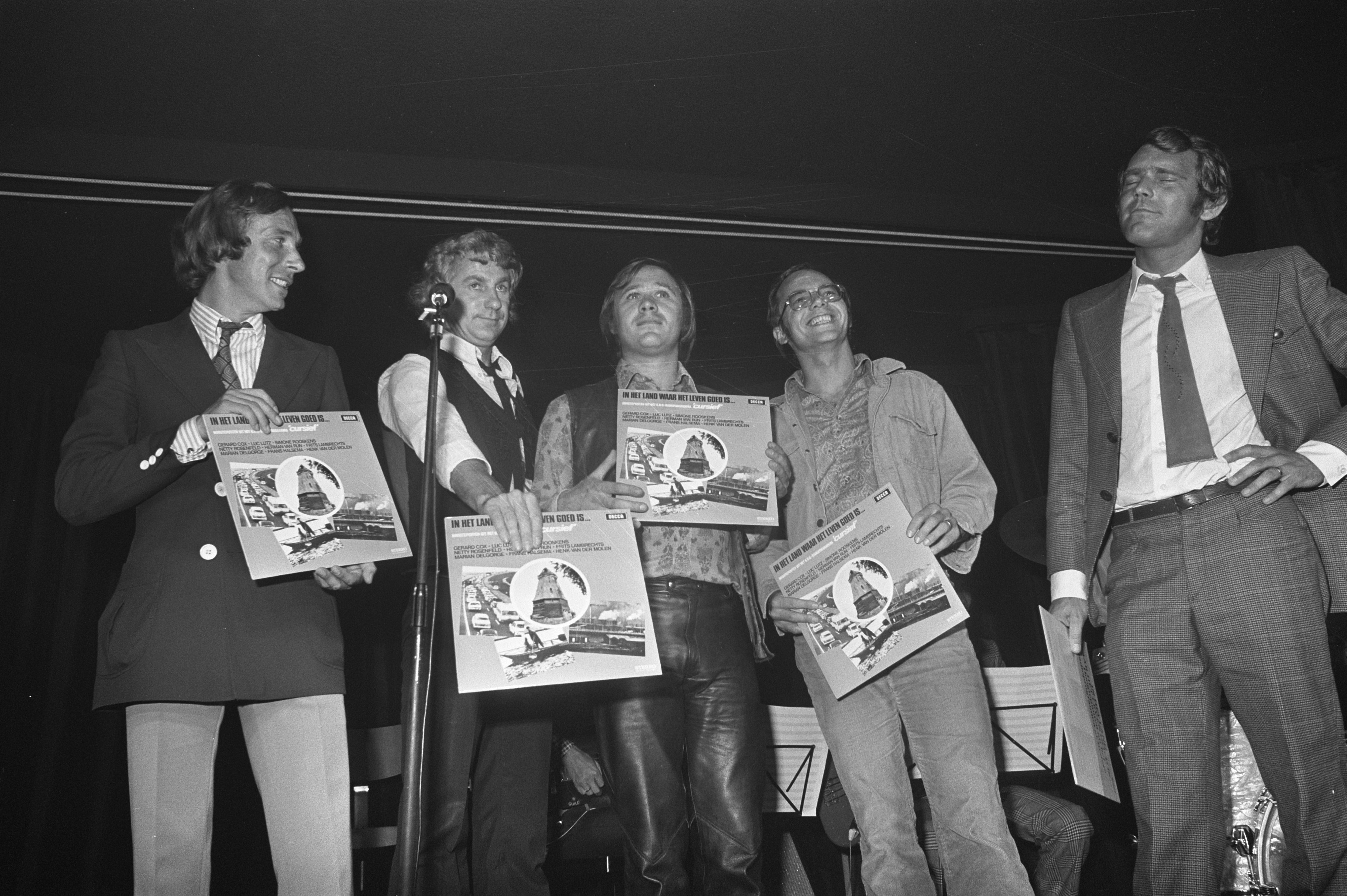
Phonogram presenterar ny produkt

Phonogram var ett skivbolag som grundades 1962 som ett samriskföretag mellan Philips Records och Deutsche Grammophon. Nederländska Philips Phonographische Industries (PPI) förvärvade därigenom 50 % av Deutsche Grammophon, medan sistnämnda bolags ägare, västtyska Siemens & Halske AG (från 1966 Siemens AG), förvärvade 50 % av PPI. Phonogram ägde också Deutsche Grammophons tidigare dotterbolag Polydor. Phonogram hade även ett bolag i Sverige, Phonogram AB (tidigare namn AB Philips-Sonora). År 1972 sammanslogs Phonogram och Polydor och fick då namnet PolyGram. De tidigare etiketterna fortsatte dock att användas. Idag är det en del av Universal Music.